# District Alagirski
District Alagirski (Russisch: Алаги́рский райо́н) is een district in het zuiden van de Russische autonome republiek Noord-Ossetië. Het district heeft een oppervlakte van 2.135 vierkante kilometer en een inwonertal van 38.830 in 2010. Het administratieve centrum bevindt zich in Alagir.

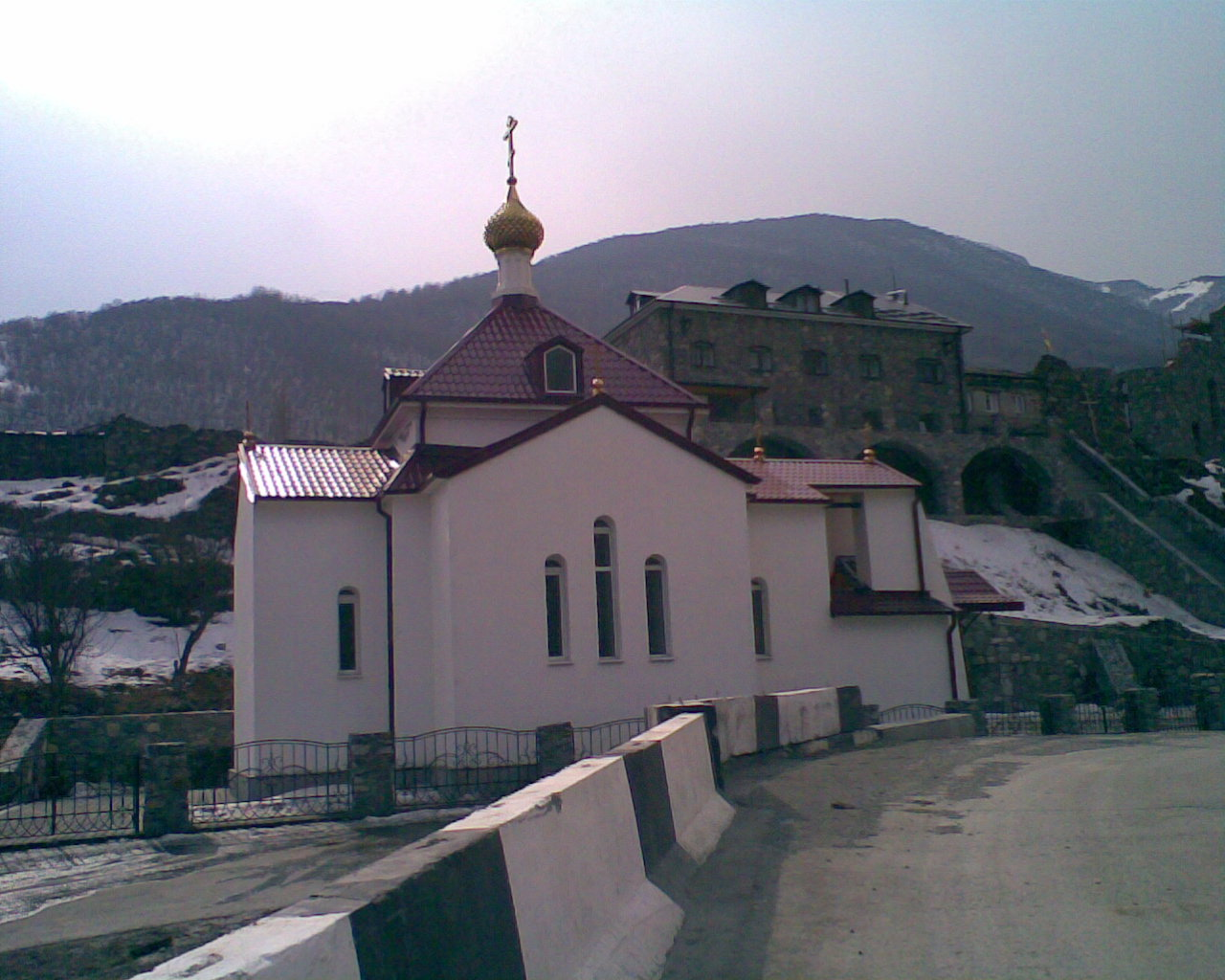
Monakejo in de Kurtatavallei
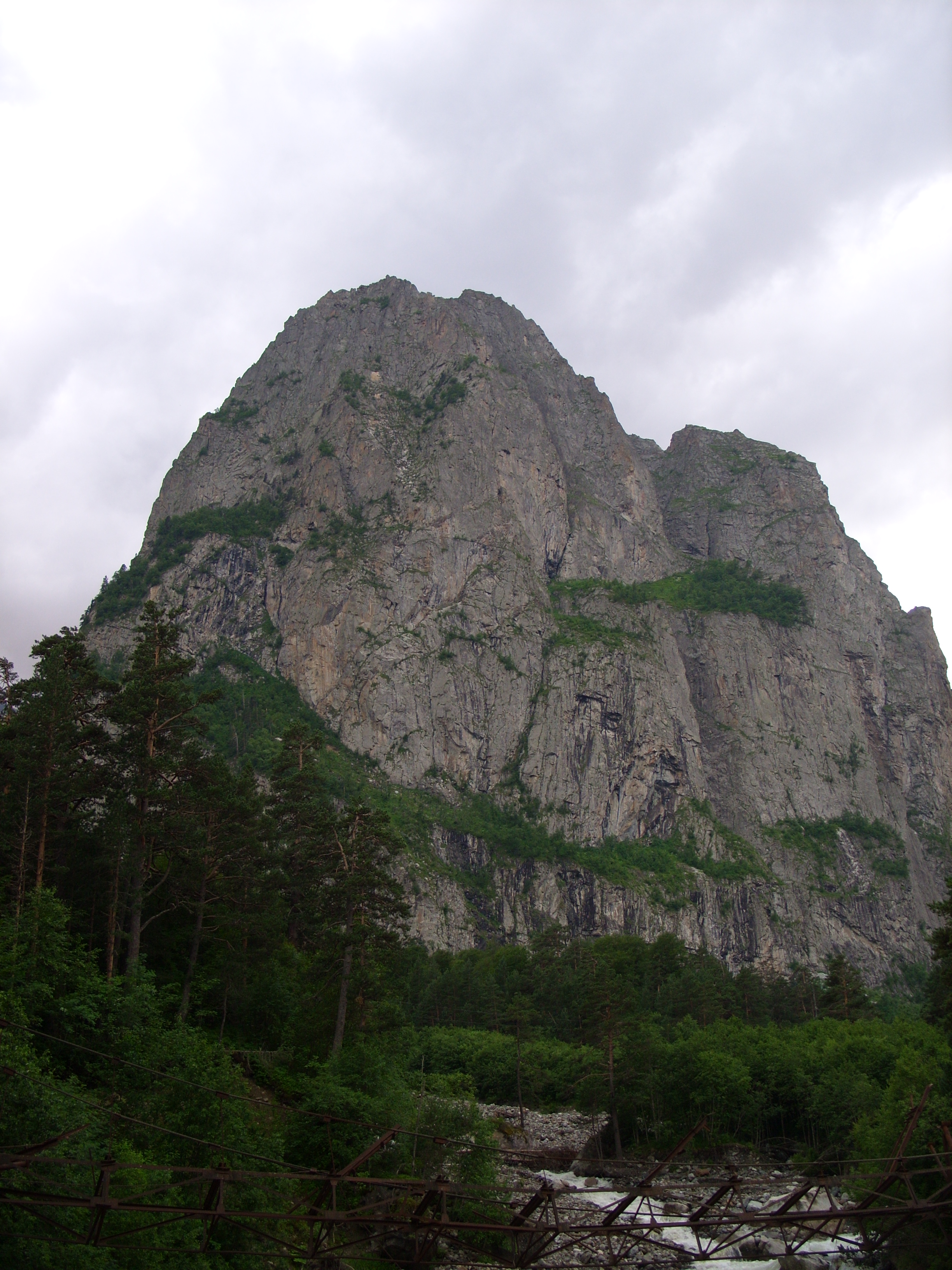

Bestuurlijk centrum: Vladikavkaz

Steden: Alagir · Ardon · Beslan · Digora · Mozdok

Districten: Alagirski · Ardonski · Digorski · Irafski · Kirovski · Mozdokski · Pravoberezjni · Prigorodni